# Santuario della Beata Vergine del Renaio
Il santuario della Beata Vergine del Renaio è un luogo di culto cattolico che si trova a Colle di Val d'Elsa, in provincia di Siena, nel territorio dell'arcidiocesi di Siena-Colle di Val d'Elsa-Montalcino, non distante dalla chiesa di Santa Maria Assunta a Spugna.

## Storia e descrizione
Un affresco con Gesù tra la Madonna e san Giovanni Evangelista si trovava in origine all'interno di un tabernacolo progettato da Arnolfo di Cambio e collocato sul ponte sul fiume Elsa. Secondo la tradizione il 26 marzo 1560, alle ore 22, avvenne il miracolo dell'Immagine della Madonna che avrebbe girato gli occhi e variato l'espressione del volto; il miracolo si sarebbe ripetuto per più giorni, facendo accorrere numerosi fedeli e dispensando molte grazie. A seguito di ciò l'affresco venne traslato nell'attuale oratorio appositamente costruito.
L'edificio è a pianta rettangolare, con annessa sagrestia e campaniletto a vela. All'esterno gli stemmi del Comune di Colle e del giglio di Firenze, all'epoca alleata di Colle di Val d'Elsa. Nella parete di fondo dell'unico vano si trova l'affresco trecentesco con Gesù tra la Madonna e san Giovanni Evangelista. Nel momento del trasferimento fu realizzata per esso una cornice, opera di Tommaso di Giovan Battista Verrocchi del 1563, che comprende in basso una predella dipinta con l'Annunciazione, l'Andata al Calvario ed il Martirio di San Giovanni Evangelista.

## Galleria d'immagini

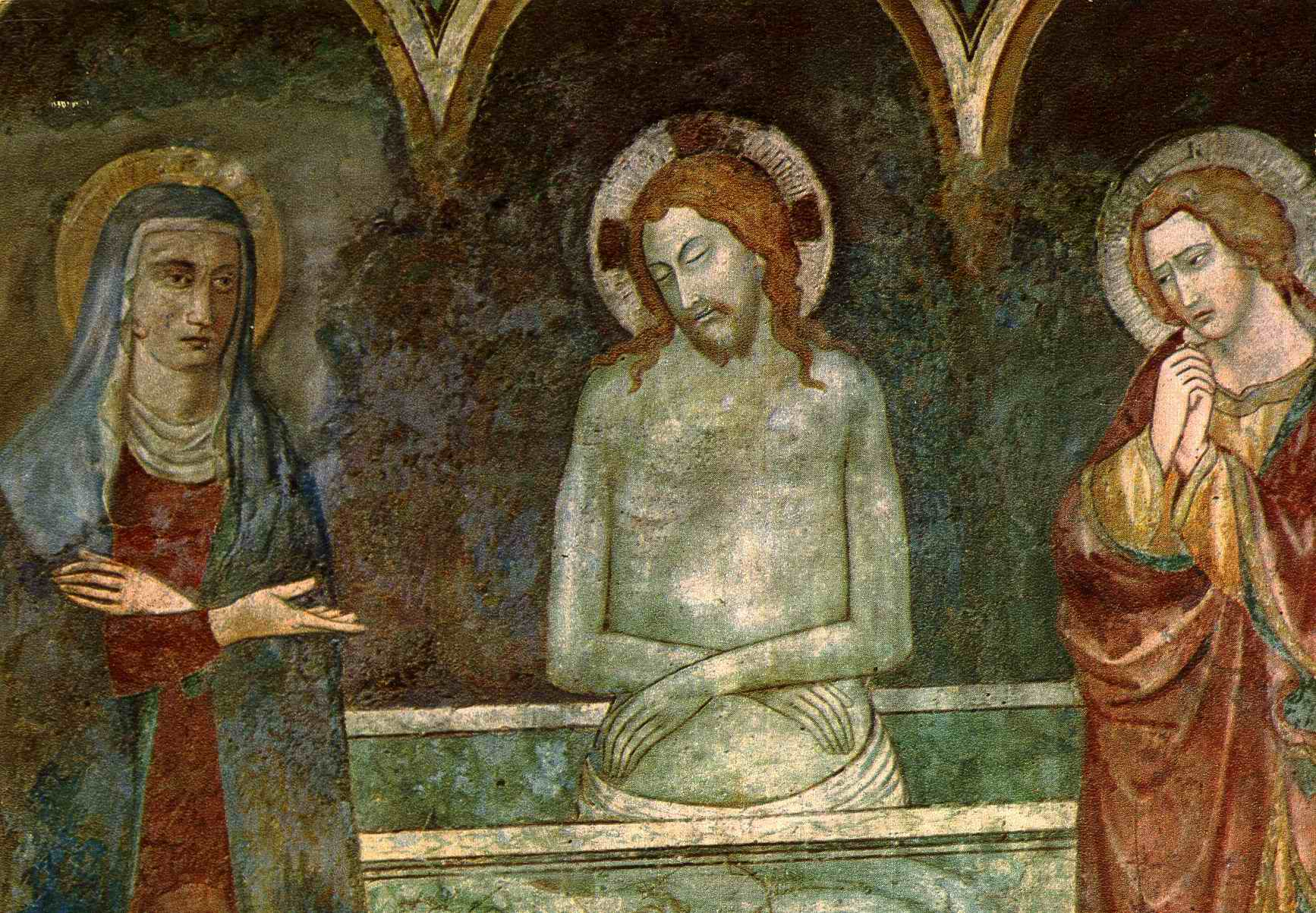
L'affresco con Gesù tra la Madonna e san Giovanni Evangelista
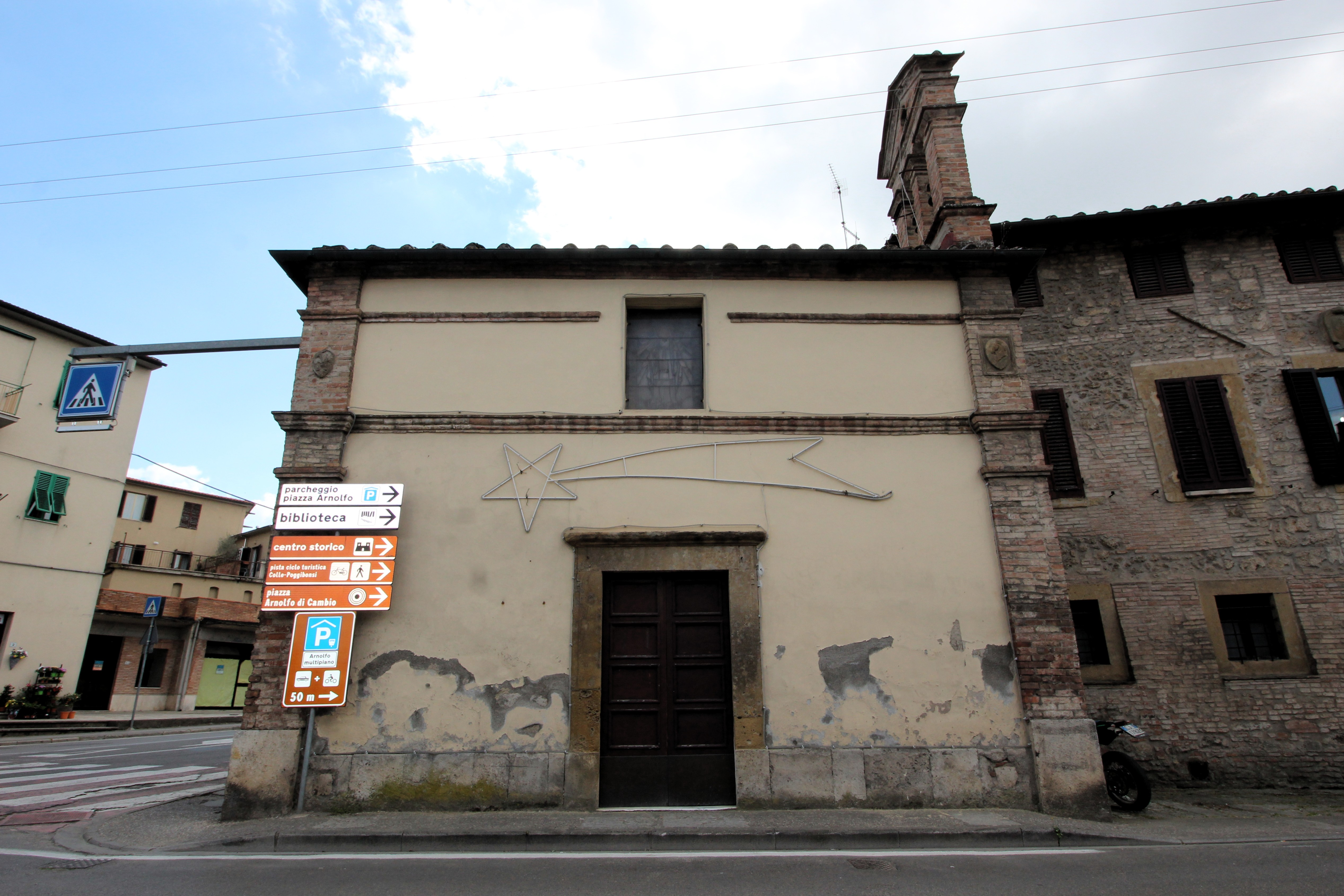
L'ingresso